# Ophiorrhiza longifloriformis
Ophiorrhiza longifloriformis là một loài thực vật có hoa trong họ Thiến thảo. Loài này được Schanzer mô tả khoa học đầu tiên năm 2005.